# Богема
Боге́ма (фр. bohème, дословно — «цыганщина») — особый образ жизни, характерный для определённой части творческой интеллигенции. Он включает в себя музыкальные, художественные, литературные или духовные занятия.
Характеризуется эксцентричностью. Свойственен также тем, кто ведёт подобный образ жизни: прослойка между интеллигенцией и другими общественными классами, театральные, литературные круги, а также круг (около) театральных и артистических деятелей, обычно ведущих образ жизни в условиях нестабильных доходов.
В СССР получила наименование «творческая интеллигенция».

## История
На заре своего существования богема была маргинальной средой, олицетворяющей собой отказ от норм протестантской этики, культа труда и прочих завоеваний христианства.Кирилл Разлогов, директор Института культурологии

## Происхождение термина
Одно из названий цыган во французском языке — bohémiens, дословно — «богемцы», жители Богемии, области (страны) на территории нынешней Чехии, где в Средние века жило много цыган; таким образом, неприкаянная жизнь артистов сравнивалась с жизнью цыган (кроме того, многие цыгане сами были актёрами, певцами и музыкантами).
Термин появился во Франции в первой половине XIX века и приобрёл большую популярность после появления романа Анри Мюрже «Сцены из жизни богемы» (1851 год) (впоследствии при участии Теодора Баррьера был переработан в одноименную пьесу), а особенно — после знаменитых опер Пуччини (1896 год) и Леонкавалло (1897 год) с одинаковым названием «Богема». Фундаментальный историко-социологический труд о французской литературной богеме (1964 год) принадлежит Сесару Гранье.